# Triángulo Negro
Triángulo Negro es un colectivo de mujeres lesbianas que surgió en Bogotá en 1996. A lo largo de su historia, Triángulo Negro desafió discursos hegemónicos y luchó por la igualdad y el reconocimiento de las mujeres lesbianas en Colombia.

## Historia
El grupo Sol (Solidaridad Lésbica), fundado a comienzos de 1990 fue un grupo cerrado de lesbianas y un antecedente de gran importancia para la fundación de Triángulo Negro. Triángulo Negro se formó en 1996 en Bogotá, Colombia, cuando un grupo de mujeres feministas lesbianas decidió separarse de movimientos sociales dominados por discursos hegemónicos. En ese momento, tanto los grupos feministas como los movimientos homosexuales estaban influenciados por construcciones masculinas de la homosexualidad, lo que excluía en gran medida las experiencias y demandas de las mujeres lesbianas. Triángulo Negro se convirtió en un colectivo pionero en la comunidad lésbica de Bogotá y Colombia, brindando un espacio de encuentro, apoyo y reconocimiento para las mujeres lesbianas.
El grupo se lanzó de manera oficial el 15 de marzo de 1997, y para conmemorar este acontecimiento, se llevó a cabo una velada cultural en la que participaron 100 mujeres. Durante el evento, se disfrutó de música, danza y lecturas de poesía. Con el propósito de atraer nuevas integrantes, el grupo organizó su primera reunión abierta al público el 5 de abril de 1997. En esta reunión además se establecieron directrices de trabajo y se plantearon objetivos a mediano y largo plazo, con especial énfasis en temas de salud, sexualidad y comunicación.
El nombre del grupo se inspiró en el símbolo de resistencia y orgullo utilizado por feministas y lesbianas.
El símbolo adoptado por Triángulo Negro es una versión invertida de la insignia utilizada en los campos de concentración de la Alemania nazi para marcar a las personas consideradas antisociales, incluyendo a las mujeres lesbianas y prostitutas. Al girar el triángulo ciento ochenta grados, se convierte en un símbolo de resistencia y orgullo para la comunidad lesbiana.

¿Qué es Triángulo Negro? Si pensaste en magia o esoterismo estás equivocad@. Si se te ocurrió pensar en brujas o zonas erógenas femeninas... podrías estar más cerca. Si de una vez pensaste en mujeres lesbianas, estás en lo cierto. Contextualicémonos: Durante la segunda guerra mundial las mujeres lesbianas eran marcadas por los nazis con un triángulo negro, siendo discriminadas de esta forma por su opción sexual. El grupo de lesbianas Triángulo Negro ha invertido este símbolo como una forma de decir, no más a la discriminación de la que somos objeto; más aún, como forma de reafirmar el orgullo de ser lesbianas, por eso las banderas del movimiento gay superpuestas al triángulo
 (Volante de presentación del grupo, 1997)

Tras su disolución en 2005, Triángulo Negro abrió paso a la formación de nuevos grupos que continuaron promoviendo la igualdad y el reconocimiento de las mujeres lesbianas en Colombia. Estos grupos, como el Colectivo Lésbico, Mujeres al Borde, el Grupo de Lesbianas de Colombia (GLC), Labrys y Dalai, ampliaron sus áreas de trabajo hacia el arte y la investigación, y en algunos casos, abrieron sus puertas a mujeres bisexuales y mujeres trans.

## Logros
Uno de los logros más destacados de Triángulo Negro fue su participación en 1998 en la lucha por la declaración de inconstitucionalidad del parágrafo del Estatuto Docente (Ley 2277 de 1979), que consideraba la homosexualidad como mala conducta y podía llevar a la pérdida del empleo para el personal docente homosexual. Dos de las fundadoras del grupo, Martha Montenegro y Fabiola Espitia, desempeñaron un papel clave en esta lucha legal. La investigadora Camila Esguerra Muelle recuerda: 

Cuando Helena, la coordinadora del grupo (Triángulo Negro) hizo su presentación (en el Congreso, para declarar inconstitucional el decreto de los profesores), usó una máscara para proteger su identidad. Esto puede ser leído como una metáfora involuntaria de que las lesbianas no tienen un rostro social, de que son invisibles, porque su visibilidad es severamente castigada.

Triángulo Negro también tuvo un papel central en el Proyecto Planeta Paz, que buscaba consolidar las agendas sociales durante las negociaciones de paz con las FARC entre 1998 y 2002. El grupo representó la voz de las mujeres lesbianas, incluyendo a las víctimas del conflicto armado, y abogó por la inclusión y la justicia social, en este proceso, Camila Esguerra Muelle, una de las cofundadoras de Triángulo Negro, se convirtió en una destacada activista y contribuyó además a la consolidación del movimiento LGBTIQ+ en Colombia. Más allá de su participación en Triángulo Negro, Camila estuvo involucrada en proyectos como el Proyecto Cercanía, Labrys y DeGeneres-E, que ampliaron el alcance del activismo lésbico y promovieron el apoyo mutuo entre mujeres lesbianas.